# Сага о Гренланђанима
Сага о Гренланђанима (исл. Grænlendinga saga) једна је од средњовековних исландских сага из циклуса Сага о Исланђанима. Један је од два књижевно-историјска рукописа, поред Саге о Ерику Црвеном, који чини Винландске саге чија основна тематика су Викиншка истраживања и освајања на тлу Гренланда и Северне Америке. 
У саги се говори о колонизацији Гренланда од стране Ерика Црвеног и његових потомака и следбеника, а помињу се и експедиције ка Винланду. Дело описује догађаје који су се десили у периоду измеу 970. и 1030. и верује се да је оригинални рукопис настао током XIII века. Првобитни рукопис чији аутор није познат није сачуван, а најстарија позната верзија потиче из збирке рукописа Flateyjarbók настале током XIV века. 
Иако је значајан део саге заснован на митолошким елементима у многим деловима се описују догађаји који се сматрају историјски релевантним, те се тако обе Винландске саге сматрају валидним историјским изворима везаним за географска открића у Северном Атлантику током средњег века.  